# Synodontis dhonti
Synodontis dhonti är en fiskart som beskrevs av Boulenger, 1917. Synodontis dhonti ingår i släktet Synodontis och familjen Mochokidae. IUCN kategoriserar arten globalt som livskraftig. Inga underarter finns listade i Catalogue of Life.